# Elisha Lawrence
Elisha Lawrence (1746 – 23 luglio 1799) è stato un politico statunitense. Fu governatore facente funzione del New Jersey.

## Biografia
Lawrence nacque nel 1746.
Residente in Upper Freehold, nel New Jersey, Lawrence fu giudice di pace nel 1788. Fu varie volte eletto al Consiglio legislativo del New Jersey, precursore del Senato del New Jersey, di cui fu vice-presidente dal 1789 al 1792 e dal 1795 al 1796. Durante la sua vicepresidenza, nel 1790 diventò governatore facente funzione del New Jersey a causa della morte del governatore Livingston. Dopo tre mesi fu sostituito dal nuovo governatore, William Paterson.
Morì nel 1799 ed è sepolto nella chiesa battista di Upper Freehold.